# Bratteborg
Ej att förväxla med Bratteborgs gård i samma socken.
Bratteborg är en ort i Byarums socken i norra delen av Vaggeryds kommun, belägen mellan Vaggeryd och Barnarp. Tidigare fanns här en hållplats utmed Vaggerydsbanan.
Ungefär 3 km sydväst från platsen ligger Bratteborgs gård.
År 1990 avgränsade SCB området som en småort men till avgränsningen fem år senare hade den inte längre status som småort.